# 授与
| ウィキペディアには「授与」という見出しの百科事典記事はありません（タイトルに「授与」を含むページの一覧/「授与」で始まるページの一覧）。 代わりにウィクショナリーのページ「授与」が役に立つかもしれません。 |